# Gare de la rue d'Avron
Gare de la rue d'Avron je zrušená železniční stanice v Paříži ve 20. obvodu. Nádraží bylo v provozu v letech 1895–1934. Budova se nachází na adrese 4, rue Ferdinand-Gambon.

## Lokace
Nádraží bylo součástí zrušené tratě Petite Ceinture a leželo mezi stanicemi Avenue de Vincennes a Charonne.
Stanice se nachází v bezprostřední blízkosti Rue d'Avron, severně od mostu, který tuto ulici překračuje. Budova stanice a její hlavní vchod se však nenachází na Rue d'Avron, nýbrž na kolmé Rue Ferdinand-Gambon.

## Historie
Stanice Rue d'Avron nebyla otevřena od počátku provozu Petite Ceinture, ale byla otevřena pro cestující až 15. května 1895, po řadě stavebních prací na odstranění terénních rozdílů na pravém břehu Seiny. Tak jako celá linka bylo i nádraží uzavřeno pro osobní přepravu 23. července 1934. Budova není od té doby využívána.

## Využití
Studie, kterou v srpnu 2011 zveřejnil Atelier parisien d'urbanisme, zvažuje opětovné využití východního úseku tratě Petite Ceinture pro tramvajovou linkou T8. Gare Rue d'Avron by se v takovém případě mohla znovu otevřít veřejnosti.